# Campionati mondiali di lotta 2007
I campionati mondiali di lotta 2007 si sono svolti al Heydar Aliyev Sports and Exhibition Complex di Baku, in Azerbaigian, dal 17 al 23 settembre 2007. 

## Nazioni partecipanti
Hanno preso parte alla competizione 797 lottatori in rappresentanza d1 92 distinte delegazioni nazionali.
- Albania (2)
- Algeria (5)
- Armenia (15)
- Australia (13)
- Austria (4)
- Azerbaigian (19)
- Bahamas (1)
- Bielorussia (21)
- Bolivia (1)
- Brasile (5)
- Bulgaria (17)
- Camerun (2)
- Canada (17)
- Rep. Centrafricana (1)
- Cile (1)
- Cina (21)
- Taipei cinese (4)
- Colombia (10)
- RD del Congo (2)
- Croazia (3)
- Cuba (13)
- Cipro (2)
- Rep. Ceca (10)
- Danimarca (3)
- Rep. Dominicana (3)
- Ecuador (1)
- Egitto (7)
- El Salvador (2)
- Estonia (6)
- Micronesia (3)
- Finlandia (8)

- Francia (15)
- Georgia (14)
- Germania (21)
- Gran Bretagna (1)
- Grecia (19)
- Guam (2)
- Guatemala (1)
- Guinea (2)
- Guinea-Bissau (2)
- Ungheria (19)
- India (21)
- Iran (14)
- Iraq (13)
- Irlanda (1)
- Israele (9)
- Italia (16)
- Costa d'Avorio (2)
- Giappone (21)
- Giordania (2)
- Kazakistan (21)
- Kirghizistan (14)
- Lettonia (12)
- Lituania (9)
- Macedonia (5)
- Messico (3)
- Moldavia (13)
- Mongolia (14)
- Montenegro (4)
- Nuova Zelanda (2)
- Nicaragua (1)
- Corea del Nord (5)

- Norvegia (6)
- Palau (4)
- Panama (1)
- Perù (3)
- Polonia (19)
- Portogallo (1)
- Porto Rico (7)
- Qatar (3)
- Romania (18)
- Russia (21)
- Senegal (5)
- Serbia (6)
- Slovacchia (4)
- Slovenia (2)
- Sudafrica (5)
- Corea del Sud (20)
- Spagna (13)
- Svezia (9)
- Svizzera (10)
- Siria (4)
- Tagikistan (6)
- Tunisia (10)
- Turchia (16)
- Turkmenistan (5)
- Uganda (1)
- Ucraina (21)
- Stati Uniti (21)
- Uzbekistan (18)
- Venezuela (12)
- Vietnam (6)

## Podi

### Lotta greco-romana
| Evento | Oro                     | Argento            | Bronzo                |
| 55 kg  | Hamid Soryan Reihanpour | Eun-Cheol Park     | Nazir Mankiev         |
| 55 kg  | Hamid Soryan Reihanpour | Eun-Cheol Park     | Kristijan Fris        |
| 60 kg  | David Bedinadze         | Makoto Sasamoto    | Ji-hyun Jung          |
| 60 kg  | David Bedinadze         | Makoto Sasamoto    | Eusebiu Diaconu       |
| 66 kg  | Fərid Mansurov          | Steeve Guénot      | Nikolaj Gergov        |
| 66 kg  | Fərid Mansurov          | Steeve Guénot      | Justin Harry Lester   |
| 74 kg  | Javor Janakiev          | Mark Madsen        | Valdemaras Venckaitis |
| 74 kg  | Javor Janakiev          | Mark Madsen        | Christophe Guénot     |
| 84 kg  | Aleksej Mišin           | Brad Vering        | Saman Tahmasebi       |
| 84 kg  | Aleksej Mišin           | Brad Vering        | Badri Khasaia         |
| 96 kg  | Ramaz Nozadze           | Mindaugas Ežerskis | Ghasem Rezaei         |
| 96 kg  | Ramaz Nozadze           | Mindaugas Ežerskis | Marek Švec            |
| 120 kg | Mijaín López            | Chasan Baroev      | Dremiel Byers         |
| 120 kg | Mijaín López            | Chasan Baroev      | Yury Patrikeyev       |

### Lotta libera maschile
| Evento | Oro                 | Argento                 | Bronzo                   |
| 55 kg  | Besik Kuduchov      | Bayaraa Nayanbaatar     | Rizvan Gadžiev           |
| 55 kg  | Besik Kuduchov      | Bayaraa Nayanbaatar     | Andy Moreno González     |
| 60 kg  | Mavlet Batirov      | Anatolie Guidea         | Bazar Bazarguruev        |
| 60 kg  | Mavlet Batirov      | Anatolie Guidea         | Sait Prizreni            |
| 66 kg  | Ramazan Şahin       | Geandry Garzón          | Otar Tushishvili         |
| 66 kg  | Ramazan Şahin       | Geandry Garzón          | Irbek Farniev            |
| 74 kg  | Machač Murtazaliev  | Ibrahim Aldatov         | Iván Fundora Zaldivar    |
| 74 kg  | Machač Murtazaliev  | Ibrahim Aldatov         | Çamsulvara Çamsulvarayev |
| 84 kg  | Georgij Ketoev      | Jousop Abdusalomov      | Zaurbek Sokhiev          |
| 84 kg  | Georgij Ketoev      | Jousop Abdusalomov      | Reza Yazdani             |
| 96 kg  | Chadžimurat Gacalov | Saeid Abrahimi          | Kurban Kurbanov          |
| 96 kg  | Chadžimurat Gacalov | Saeid Abrahimi          | Daniel Cormier           |
| 120 kg | Biljal Machov       | Alexis Rodríguez Valera | Vadim Tasoev             |
| 120 kg | Biljal Machov       | Alexis Rodríguez Valera | Artur Tajmazov           |

### Lotta libera femminile
| Evento | Oro                       | Argento              | Bronzo                   |
| 48 kg  | Chiharu Ichō              | Iryna Merleni        | Mayelis Caripá Castillo  |
| 48 kg  | Chiharu Ichō              | Iryna Merleni        | Xiaomei Li               |
| 51 kg  | Hitomi Sakamoto           | Xueceng Ren          | Anne-Catherine Deluntsch |
| 51 kg  | Hitomi Sakamoto           | Xueceng Ren          | Erica Sharp              |
| 55 kg  | Saori Yoshida             | Ida Therese Karlsson | Natalia Golts            |
| 55 kg  | Saori Yoshida             | Ida Therese Karlsson | Olga Smirnova            |
| 59 kg  | Audrey Bokhashvili-Prieto | Stephanie Gross      | Dorj Narmandakh          |
| 59 kg  | Audrey Bokhashvili-Prieto | Stephanie Gross      | Nataliya Synyshyn        |
| 63 kg  | Kaori Ichō                | Yelena Shalygina     | Sara McMann              |
| 63 kg  | Kaori Ichō                | Yelena Shalygina     | Monika Rogien            |
| 67 kg  | Ruixue Jing               | Martine Dugrenier    | Natalia Kuksina          |
| 67 kg  | Ruixue Jing               | Martine Dugrenier    | Katie Downing            |
| 72 kg  | Stanka Zlateva            | Kristie Marano       | Guzel Manyurova          |
| 72 kg  | Stanka Zlateva            | Kristie Marano       | Olga Zhanibekova         |

## Classifica squadre
| Rank | Lotta libera maschile | Lotta libera maschile | Lotta Greco-Romana | Lotta Greco-Romana | Lotta libera femminile | Lotta libera femminile |
| Rank | Squadra               | Punti                 | Squadra            | Punti              | Squadra                | Punti                  |
| ---- | --------------------- | --------------------- | ------------------ | ------------------ | ---------------------- | ---------------------- |
| 1    | Russia                | 68                    | Stati Uniti        | 31                 | Giappone               | 52                     |
| 2    | Turchia               | 40                    | Russia             | 30                 | Kazakistan             | 39                     |
| 3    | Cuba                  | 34                    | Georgia            | 28                 | Ucraina                | 39                     |
| 4    | Stati Uniti           | 32                    | Iran               | 26                 | Cina                   | 36                     |
| 5    | Uzbekistan            | 31                    | Corea del Sud      | 24                 | Stati Uniti            | 32                     |
| 6    | Ucraina               | 28                    | Francia            | 23                 | Canada                 | 31                     |
| 7    | Iran                  | 19                    | Kazakistan         | 21                 | Russia                 | 31                     |
| 8    | Kirghizistan          | 14                    | Ungheria           | 19                 | Francia                | 26                     |
| 9    | Bulgaria Mongolia     | 12                    | Bulgaria           | 18                 | Germania               | 16                     |
| 10   | Bulgaria Mongolia     | 12                    | Lituania           | 17                 | Svezia                 | 16                     |

## Medagliere
| Pos.   | Paese         | Oro | Argento | Bronzo | Totale |
| ------ | ------------- | --- | ------- | ------ | ------ |
| 1      | Russia        | 7   | 1       | 5      | 13     |
| 2      | Giappone      | 4   | 1       | 0      | 5      |
| 3      | Bulgaria      | 2   | 1       | 1      | 4      |
| 4      | Georgia       | 2   | 0       | 2      | 4      |
| 5      | Cuba          | 1   | 2       | 2      | 5      |
| 6      | Iran          | 1   | 1       | 3      | 5      |
| 7      | Francia       | 1   | 1       | 2      | 4      |
| 8      | Cina          | 1   | 1       | 1      | 3      |
| 9      | Azerbaigian   | 1   | 0       | 1      | 2      |
| 10     | Turchia       | 1   | 0       | 0      | 1      |
| 11     | Stati Uniti   | 0   | 2       | 5      | 7      |
| 12     | Ucraina       | 0   | 2       | 2      | 4      |
| 13     | Kazakistan    | 0   | 1       | 2      | 3      |
| 14     | Canada        | 0   | 1       | 1      | 2      |
| 14     | Lituania      | 0   | 1       | 1      | 2      |
| 14     | Mongolia      | 0   | 1       | 1      | 2      |
| 14     | Corea del Sud | 0   | 1       | 1      | 2      |
| 18     | Danimarca     | 0   | 1       | 0      | 1      |
| 18     | Germania      | 0   | 1       | 0      | 1      |
| 18     | Svezia        | 0   | 1       | 0      | 1      |
| 18     | Tagikistan    | 0   | 1       | 0      | 1      |
| 22     | Uzbekistan    | 0   | 0       | 3      | 3      |
| 23     | Albania       | 0   | 0       | 1      | 1      |
| 23     | Armenia       | 0   | 0       | 1      | 1      |
| 23     | Bielorussia   | 0   | 0       | 1      | 1      |
| 23     | Rep. Ceca     | 0   | 0       | 1      | 1      |
| 23     | Kirghizistan  | 0   | 0       | 1      | 1      |
| 23     | Polonia       | 0   | 0       | 1      | 1      |
| 23     | Romania       | 0   | 0       | 1      | 1      |
| 23     | Serbia        | 0   | 0       | 1      | 1      |
| 23     | Venezuela     | 0   | 0       | 1      | 1      |
| Totale | Totale        | 21  | 21      | 42     | 84     |